# Sally McKenzie
Sally McKenzie (nacida el 8 de febrero de 1955) es una actriz, directora, dramaturga y guionista australiana. Es hija del director y actor Brian McKenzie. Se graduó del prestigioso Instituto Nacional de Arte Dramático de Australia en 1977 Más tarde obtuvo una Maestría en Bellas Artes de la Universidad Tecnológica de Queensland.
Es principalmente conocida por producciones como Undercover (1983), Jucy (2010) y A Woman's Deeper Journey Into Sex (2015).

## Filmografía
- The Day After Today (2014).... Angela
- Juzy (2010).... Roz
- Storage 2009).... Carol
- Mortified.... Mystica Marge (2006 - 2007, 26 episodios)
- The Diamond Cutter (2003).... Zelma
- Fat Cow Motel.... (2003, 13 episodios)
- Redheads  (1994).... Wraden Zeida
- The Leaving of Liverpool (1992).... Ella misma
- Tripe (1989)
- A Country Practice (1988, 2 episodios).... Phyllis Greenway
- With Love to the Person Next to Me (1987).... Gail
- Prisoner (1986, 2 episodios).... Roo Morgan
- The Schippan Mystery (1984).... Mary Schippan
- Los Carson, abogados (1983-1984, 2 episodios).... Emily Forrest
- Aventura inolvidable (1982).... Carie